# Rumäniens herrlandslag i ishockey
Rumäniens herrlandslag i ishockey representerar Rumänien i ishockey för herrar.

## Historik
Första matchen spelades den 2 februari 1931 i Krynica, och förlorades med 0-15 mot USA under VM 1931.
Rumänien nådde sina hittills största framgångar under slutet av 1970-talet och början av 1980-talet, och spelade senaste gången i A-VM 1977 där man slog USA med uddamålet i nedflyttningskvalet, samt deltog i den olympiska turneringen 1980 i Lake Placid. 1989 var Rumänien nere i VM:s dåvarande D-grupp och vände. Rumäniens herrar rankades på 27:e plats i världen efter VM 2014.

## VM-statistik

### 1931-2006
| VM-Turneringar    | Matcher | Segrar | Oavgjorda | Förluster | Gjorda mål | Insläppta mål | Poäng |
| ----------------- | ------- | ------ | --------- | --------- | ---------- | ------------- | ----- |
| A-VM              | 58      | 12     | 1         | 45        | 124        | 358           | 25    |
| B-VM/Division I   | 152     | 55     | 18        | 79        | 535        | 703           | 128   |
| C-VM/Division II  | 83      | 57     | 5         | 21        | 586        | 239           | 119   |
| D-VM/Division III | 4       | 2      | 1         | 1         | 69         | 7             | 5     |

### 2007-
| VM-Turneringar | Matcher | Segrar | Förluster | Sudden deaths-/Straffläggningssegrar | Sudden deaths-/Straffläggningsförluster | Gjorda mål | Insläppta mål | Poäng |
| -------------- | ------- | ------ | --------- | ------------------------------------ | --------------------------------------- | ---------- | ------------- | ----- |
| VM             | 0       | 0      | 0         | 0                                    | 0                                       | 0          | 0             | 0     |
| Division I     | 30      | 4      | 24        | 0                                    | 2                                       | 53         | 183           | 14    |
| Division II    | 30      | 26     | 3         | 1                                    | 0                                       | 234        | 63            | 80    |
| Division III   | 0       | 0      | 0         | 0                                    | 0                                       | 0          | 0             | 0     |

- ändrat poängsystem efter VM 2006, där seger ger 3 poäng istället för 2 och att matcherna får avgöras genom sudden death (övertid) och straffläggning vid oavgjort resultat i full tid. Vinnaren får där 2 poäng, förloraren 1 poäng.